# Giro di Lombardia 1936
Il Giro di Lombardia 1936, trentaduesima edizione della corsa, si svolse l'8 novembre 1936 su un percorso di 241 km con partenza e arrivo a Milano. Fu vinto dall'italiano Gino Bartali, giunto al traguardo con il tempo di 6h46'00" alla media di 35,615 km/h precedendo in volata i connazionali Diego Marabelli e Luigi Barral. Conclusero la prova 37 dei 112 ciclisti al via.

## Percorso
Partita da Garegnano a Milano, la corsa si avviò verso nord-ovest transitando da Caronno Pertusella, Saronno, Tradate (km 33,2), la Marcolina a Lozza, Varese (km 47,5) e Gavirate, attraversò Cittiglio e Grantola (km 77), e oltrepassò la salita di Ghirla per scendere, via Valganna, a Bisuschio (km 99); da qui, superata la salita di Viggiù (km 102), giunse, via Cantello, Malnate (km 111), Olgiate Comasco, Parè e San Fermo della Battaglia, a Como (km 134). Nella seconda parte la corsa affrontò la salita di Albese, e transitò da Erba (km 148) e Asso, dove ebbe inizio la principale asperità di giornata, la salita alla Madonna del Ghisallo (vetta a km 165,7); proseguì poi con la discesa a Bellagio, il transito a Onno, la salita di Valbrona, il secondo passaggio da Asso ed Erba (km 200) e da lì, in direzione sud, il rientro via Inverigo, Giussano, Seregno, Desio e Nova Milanese al velodromo Vigorelli di Milano, sede del traguardo.

## Ordine d'arrivo (Top 10)
| Pos. | Corridore         | Squadra      | Tempo    |
| ---- | ----------------- | ------------ | -------- |
| 1    | Gino Bartali      | Legnano      | 6h46'00" |
| 2    | Diego Marabelli   | C. Battisti  | s.t.     |
| 3    | Luigi Barral      | Legnano      | s.t.     |
| 4    | Aldo Bini         | Bianchi      | a 2'25"  |
| 5    | Rinaldo Gerini    | Frejus       | s.t.     |
| 6    | Francesco Camusso | Legnano      | s.t.     |
| 7    | Settimio Simonini | U.S. Aullese | s.t.     |
| 8    | Osvaldo Bailo     | Legnano      | a 4'15"  |
| 9    | Severino Canavesi | Ganna        | s.t.     |
| 10   | Carlo Romanatti   | Bianchi      | s.t.     |